# مونغو دي بي
مونغو دي بي (بالإنجليزية: MongoDB)‏ (الاسم مشتق من "humongous")وهي نظام قاعدة بيانات مفتوحة المصدر مطورة ومدعومة من مونجو دي بي ‏. وهي جزء من عائلة أنظمة قواعد بيانات قاعدة البيانات غير العلائقية. بدلاً من تخزين البيانات في جداول كما معروف في قاعدة البيانات المترابطة، تقوم مونغو دي بي بتنظيم البيانات كمستندات شبيه JSON بمخططات ديناميكية (مونغو دي بي تدعي بصيغة BSON) فتجعل دمج البيانات في أنواع محددة من التطبيقات أسهل وأسرع.
بدات شركة 10gen بتطوير مونغو دي بي في أكتوبر2007، وهي تستخدم الآن من قبل شبكات فاياكوم سي بي إس الإعلامية المحلية, كريجزليست, فورسكوير and آدهار. وهي تعتبر أشهر نظام إدارة قواعد بيانات قاعدة البيانات غير العلائقية 

## وصلات خارجية
- مونغو دي بي على موقع Free Software Directory (الإنجليزية)
- مونغو دي بي على موقع Framasoft (الفرنسية)
- الموقع الرسمي